# Нова фортеця (Наваріно)
Нова фортеця (Наваріно) (грецька: Νέο Ναυαρίνο; османська: Anavarin-i cedid) або  Ніокастро —  османська фортеця розташована поруч з містом Пілос на південному заході Мессенії, Греція. Це одна з двох фортець, що охороняли стратегічну бухту Наваріно (або Наварино), також відому як бухту Пілоса. Фортеця розташована на південному вході бухти, а його північний вхід охороняла Стара фортеця Наваріно, побудована в XIII столітті на мисі Коріфасіо (тоді відомий як мис Зоглос) хрестоносцями Мореї.

## Розташування фортеці

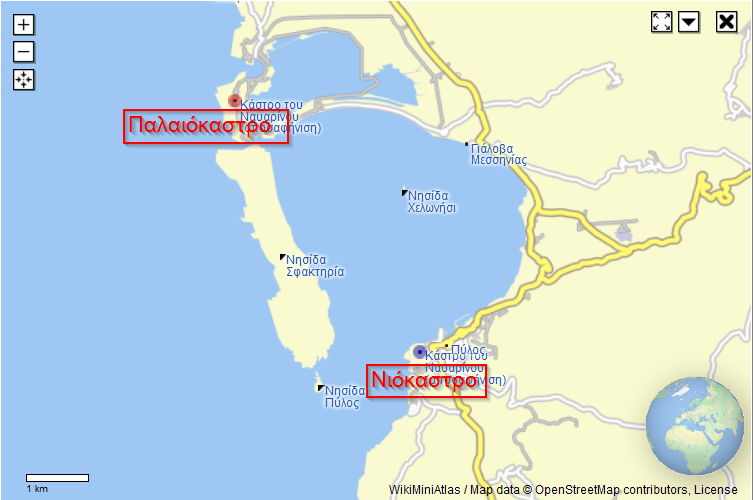
Бухта Наваріно (Пілоська бухта) та дві фортеці: Стара фортеця на північному заході та Нова фортеця на південному заході.

Нова фортеця Наваріно розташована на Пелопоннесі, на захід від міста Пілос, на південно-західному кінці бухти, навпроти південного кінця острова Сфактерія. Вона практично контролювала південний вхід в бухту та розташована біля входу в порт Пілос.
Фортеця займала стратегічну позицію та в поєднанні із Старою фортецею Наваріно контролювали морську зону від острова Проті до мессенських островів Сапієнца, Схіза, Агія Маріані та Венетико, південний вхід в бухту Наваріно, а також морський торговий шлях з Адріатичного моря в Східне Середземномор'я.

## Історія фортеці
Період захоплення Палопоннесу Османською імперією  починається з походів в цей регіон султана Мехмеда II Завойовника. Після капітуляції Містри (29 травня 1460 р.) та Бордонії він захопив Кастриці та Гардікі (в яких знайшло прихисток населення Леонтарі). Далі за даними історика Лаоніка Халкоконділа  були захоплені замки Святого Георгія і Карітайни, а потім його армія спустилася до району Контовунії та району Кіпарісія. Поступово регіон Пілії та Наваріно було перетворено на округ (казу), відому як Каза Наваріно.
Нову фортецю Наваріно у 1573 році збудував новий капудан-паша Улуч Алі-паша, незабаром після поразки османського флоту в битви при Лепанто (1571 р.). У 1645 р. Ніокастро використовувався як база османських сил для їх вторгнення на Крит на початку османсько-венеційської Кандійської війни (1645–1669).
У 1668 р. османський мандрівник Евлія Челебі пройшов через Мессінію. та у своїй книзі "Seyahatnâme", тобто "Книга подорожей", наводить детальний опис міста Ніокастро, заявляючи, що він Ніокастро виявився значно розвинутішим, ніж Паліокастро. У фортеці були муфтії, наїби (заступник каді), кетюнта — священник (кехагі — службовець), сердар (командир) яничари, охоронці, мухтесібі, банзарі, мімарбасі (містобудівник), кетчуди (командир) міста та 12 агад. За часів Челебі замок не мав рову, але мав 12 воріт. Бастіони у цитаделі фортеці мали сторожові вежі з кам'яними дахами, також всередині були 33 будинки без садів. За межами цитаделі у фортеці було 600 кам'яних будинків. Мечеть Мурада III мала кам'яні куполи, цистерну та мінарет. Всередині ринку, який складався з галерей з магазинами (всього 85 у фортеці), була ще одна мечеть. Також тут були дервішські ханаки, корчми, турецькі лазні та фонтани та дерева. У фортеці був ринок рабів, куди привозили рабів з Тунісу, Алжиру та Лівії. За межами фортеці знаходився грецький квартал (Варозі), в якому зазвичай мешкали немусульмани, який тоді мав 200 будинків з садами, корчмами та 15 магазинами і був населений виключно греками. В результаті Кандійської війни венеційці відвоювали Ніокастро.

### 1683-1715: венеційське завоювання
Під час Морейської війни (1684—1699), у 1686 році венеційці на чолі з Франческо Морозіні захопили Нову та Стару фортеці Наваріно, які захищали відповідно Мустафа-паша та Джафар-паша. Венеційці спочатку взяли в облогу та обстріляли Ніокастро. Венеційський генерал швед Отто Вільгельм фон Кенігсмарк (1639-1688) переміг турків і 6 червня 1686 фортеця була передана венеційцям. Деякі турки, які не прийняли капітуляцію, підірвали себе, підпаливши порохові склади. Географічне положення фортеці на півострові сприяло тому, що Наваріно став адміністративним центром нового Морійського королівства. Венеційці намагалися оживити землеробство та економіку регіону, але не змогли завоювати прихільності більшості місцевого грецького населення та постачання рекрутів до їх армії.

Згідно з переписом 1689 року, у фортеці Наваріно був 101 житель, у провінції 1413 жителів, а через двадцять років населення провінції зросло до 1797 жителів.

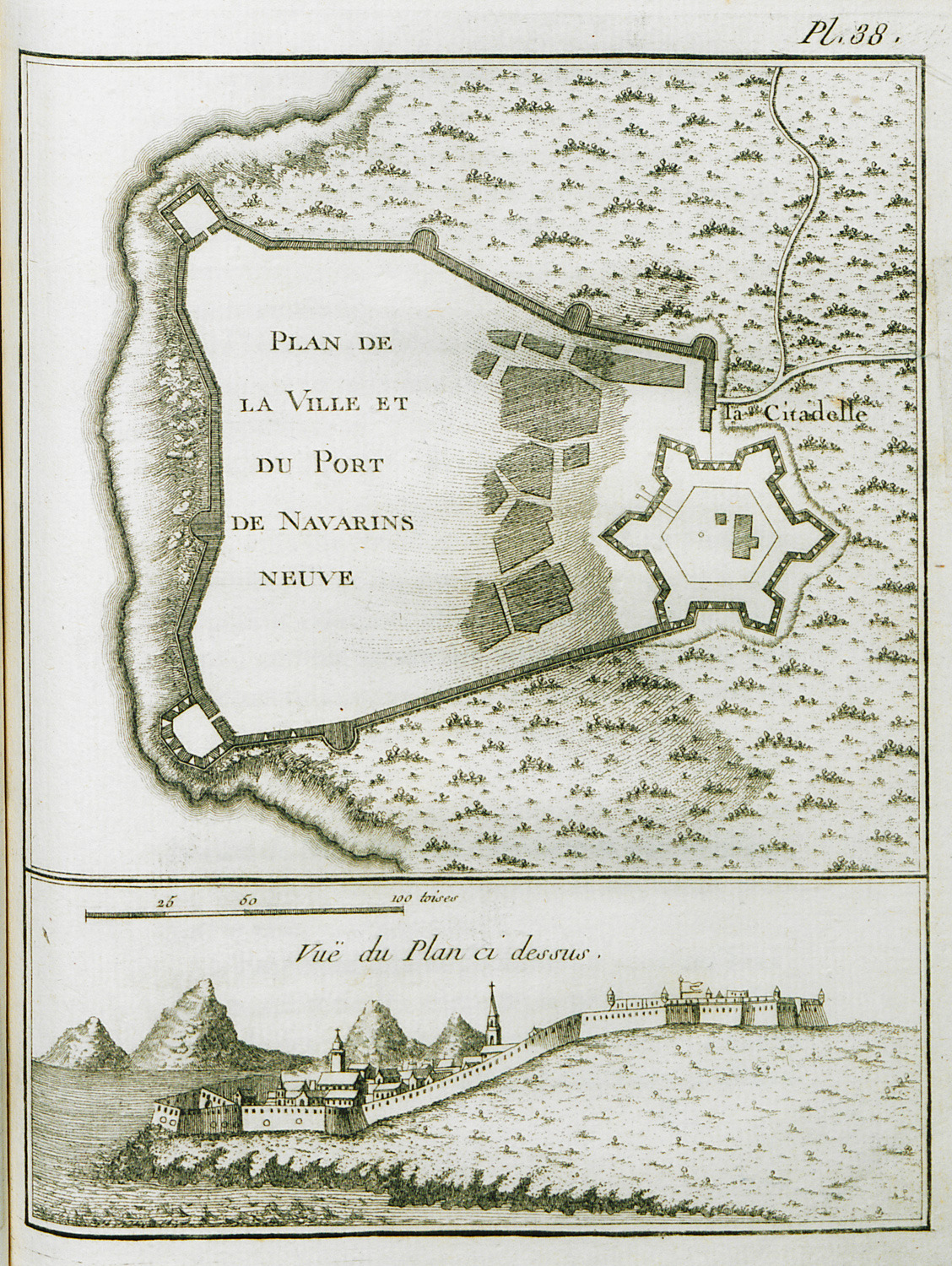
План фортеці (1771 р)

### 1715-1821: друге османське завоювання
Навдовзі Пелопоннес було повернуто османами після короткої кампанії між червнем та вереснем 1715 року в ході Другої морейської війни за великого візира Дамата Сілахдара Алі-паші.

Після відвоювання Ніокастро у 1715 році, османи керували Ніокастро більше століття, аж до грецької революції 1821 року. Область Пілія до відвоювання греками в 1821 року знову стала казою, у складі Османської імперії. Згідно з публікацією Американської школи класичних досліджень в Афінах  під назвою "Історична та економічна географія Османської Греції: Південно-Західна Морея в XVIII столітті", після відвоювання турками цого регіону область Наваріно стала ще однією частиною османського устрою у складі еялету Морея.

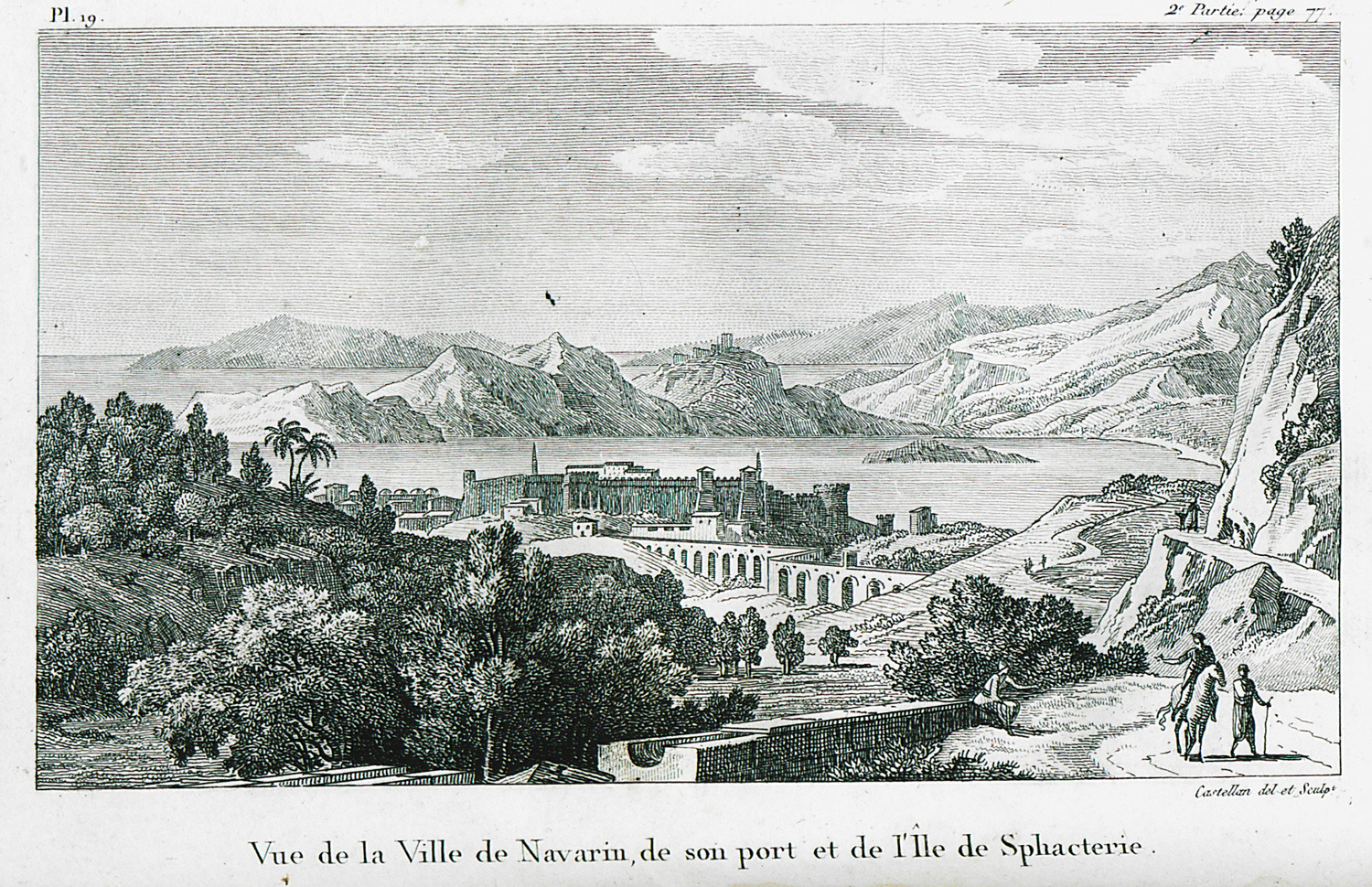
Вид на фортецю, острів Сфактерія - Кастелан Антуан-Лоран - 1808 р.

У період 1789-1807 рр. Неокастро був власністю Бейхани Султани (османська: السلطانة بيهان, 1824-1766), дочки султана Мустафи III.
Під час російсько-турецької війни (1768–1774) та Пелопоннеського повстання після шестиденної облоги Ніокастро був завойований російськими військами. Османським військам  було надано можливість евакуюватися на Крит. Вирішальну роль у захопленню замку відіграли адмірал царського флоту граф Олексій Орлов та його брат Федір Орлов. Фортеця недовго перебувала під російським контролем і вже 1 червня 1770 року російський флот залишив частково зруйнований Наваріно, а фортеця знов перейшла до османів.

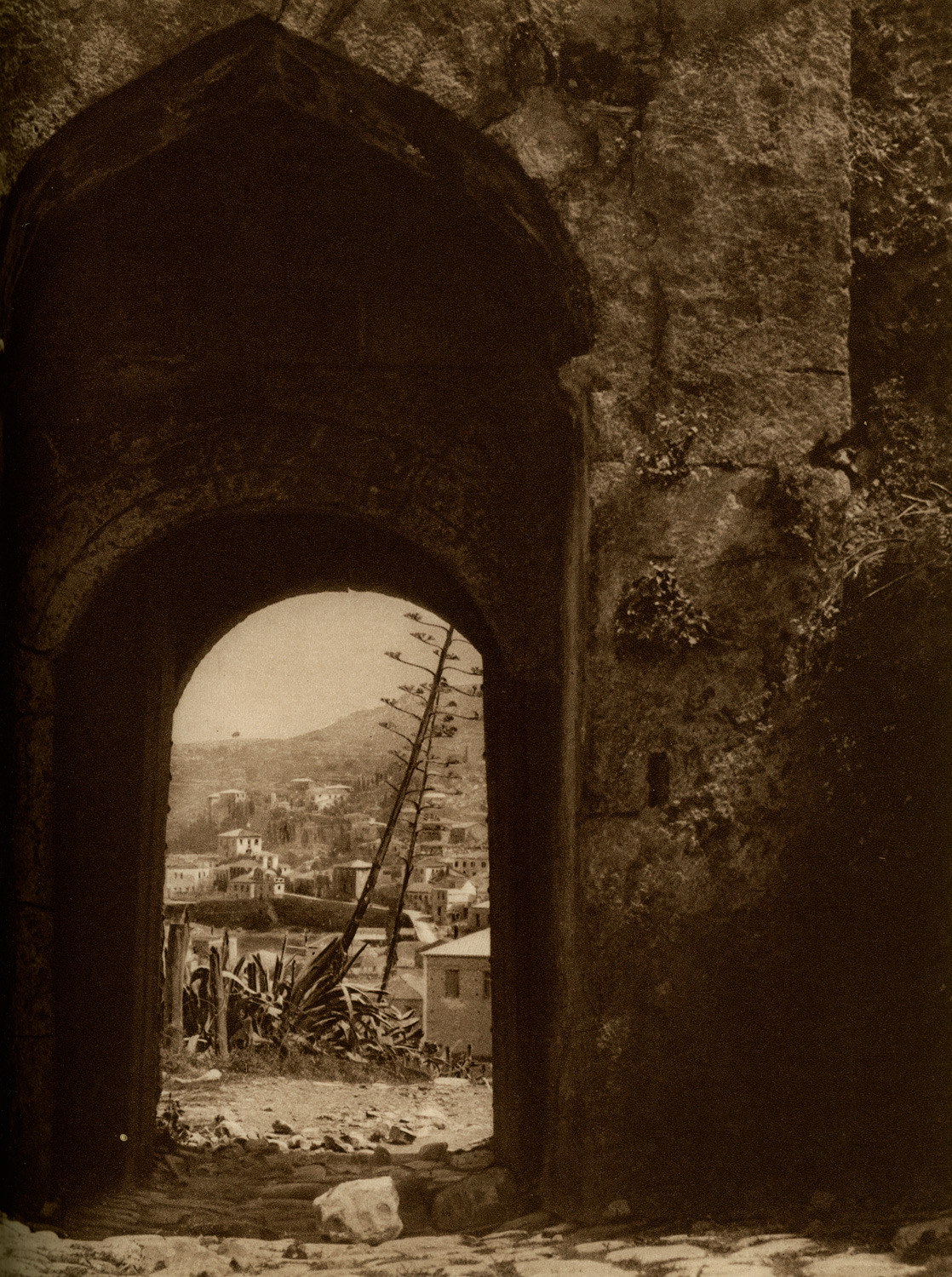
В середині фортеці (1929 р.)

У 1816 році у Ніокастро проживало 600 турків (142 сім'ї), а 130 греків (17 сімей) проживали за в цьому ж районі за стінами фортеці.

### 1821 рік. Грецька революція

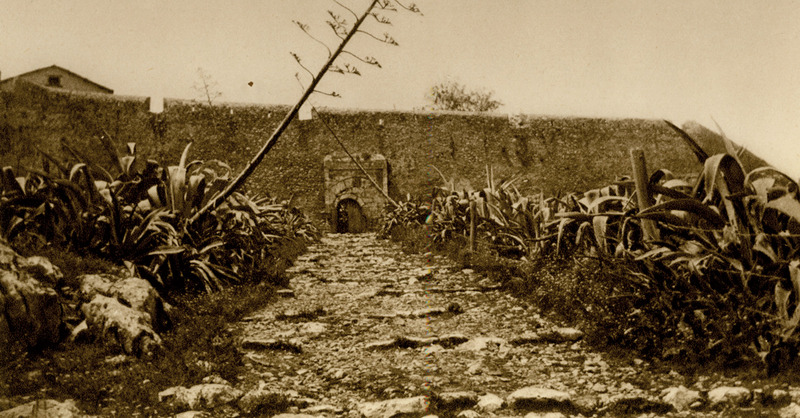
Головний вхід фортеці (1932 р.)

Після початку Грецької революції у березні 1821 року місцеве грецьке населення Пілоса під проводом Георгакіса, Джанніса та Ніколаоса Економідіса взяли в облогу Неокастро, яка тривала декілька місяців (з 25 березня по 9 серпня). Війська в фортеці здалися після того, як були запевнені у безпечній евакуації, але врешті-решт капітуляція перетворилась на різанину в Наваріно.
Фортеця залишалася в грецьких руках до 11 травня 1825 року, коли Ібрагім-паша відбив Неокастро і утримував його до поразки в Наваринській битві (1827). Так, у 1825 році, як тільки Ібрагім-паша висадився в Метоні, він розгромив грецьку армію в Креммідії. Потім він завоював острів Сфактирія вбивши 200 його захисників. Далі він взяв в облогу фортецю, в якій серед інших перебували Іоанніс Макріянніс та Димітріос Каллерґіс. Через брак їжі та боєприпасів 11 травня 1825 року греки здалися.
Через два роки, 8 жовтня 1827 р. об'єднаний флот союзників англійців, французів та росіян знищив турецько-єгипетський флот у Наваринській битві, змусивши Ібрагіма-пашу покинути Пелопоннес. Османсько-єгипетський гарнізон залишався в фортеці, поки вона не була передана французьким військам, під керівництвом генерала Ніколя Джозефа Мезона. 30 серпня 1828 року генерал Мезон із французьким експедиційним корпусом висадився у Неокастро з метою нагляду за відходом єгиптян, який був завершений 4 жовтня 1828 року.
Після 1830 року фортеця була покинута жителями, які оселились за її стінами. З 1830 по 1941 роки фортеця використовувалась як в'язниця.

### XX століття
Під час Другої світової війни фортеця використовувалась німцями та італійцями, які перетворили її на свій штаб. Після закінчення війни фортеця деякий час використовувалась як в'язниця, доки не була передана Археологічній службі Греції.

## Архітектура

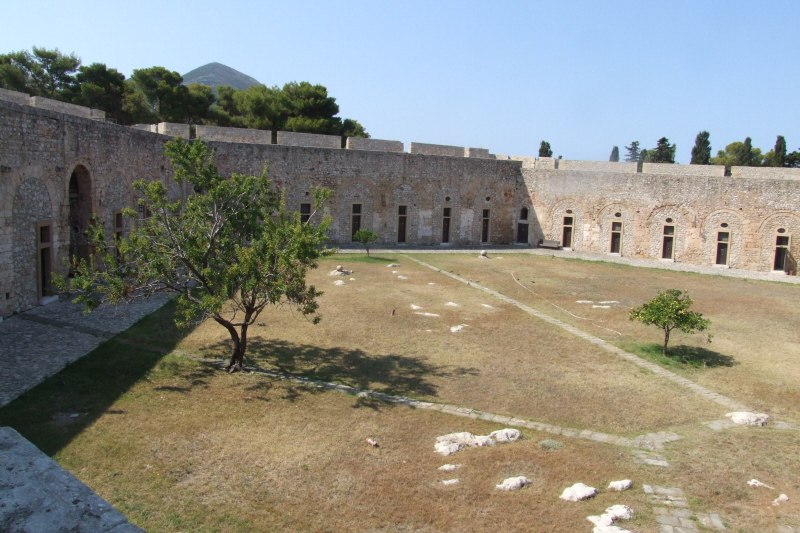
Цитадель (Верхній замок)

Ніокастро складається з двох частин - Нижнього замку, який є найбільшою частиною фортеці, що займає площу близько 80 гектарів по периметру пагорба, та Верхнього замку, що включає потужні вали та бастіони. Стіни фортеці 2,5-3 метри завтовшки, побудовані з колотого вапняку та алебастру та сягають  8,5 м у висоту.

Постійні завоювання фортеці призвели до різних змін та доповнень. Ніокастро на відміну від Старої фортеці Наваріно була побудована в той час, коли вогнепальна зброя використовувалася для ведення оборонної та наступальної війни. ЇЇ стіни були товсті, низькі, щоб протистояти гарматному вогню, з нахилом, щоб зменшити руйнування та посилені бастіонами.
Фортеця складається з:

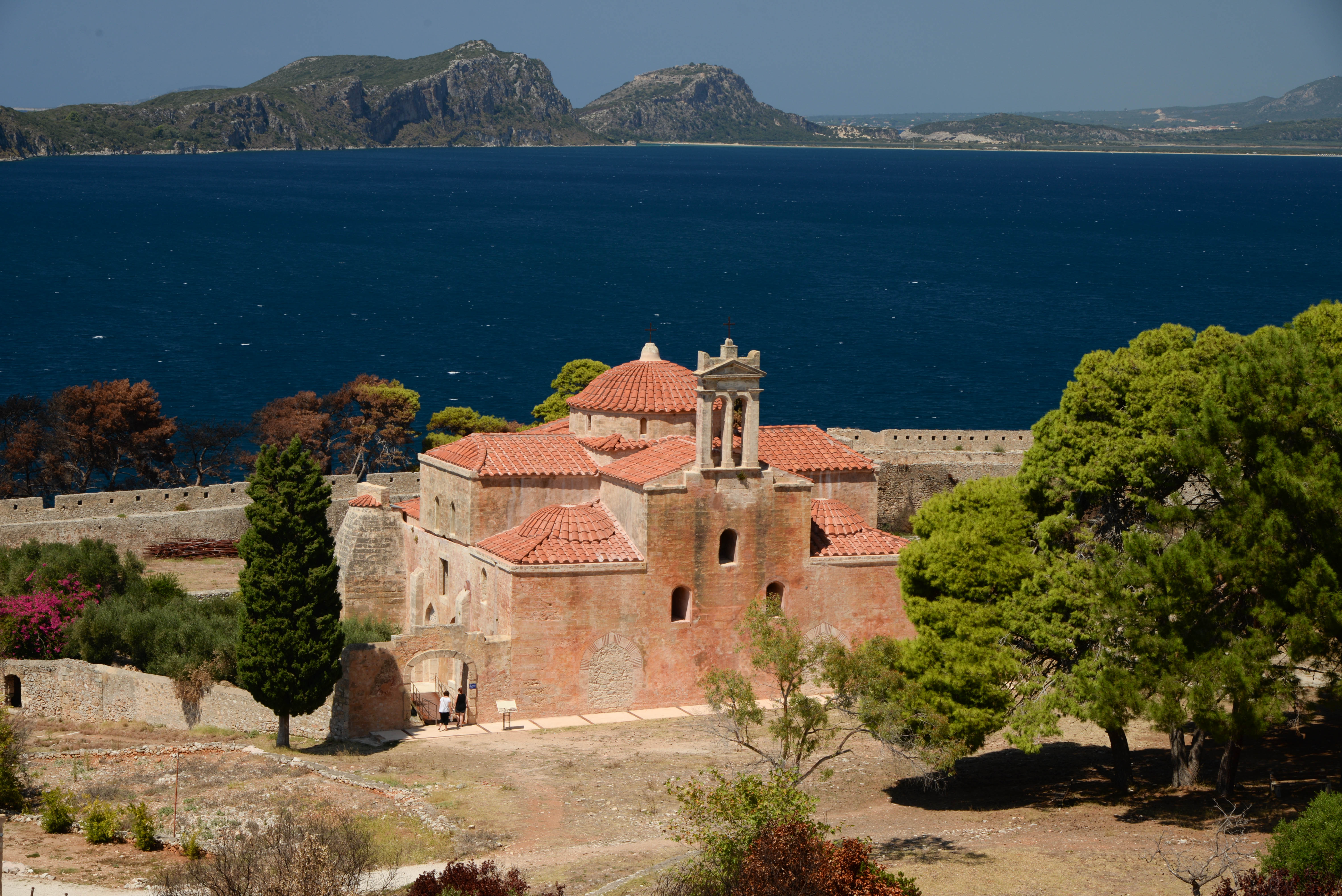
храм Преображення Господнього

шестигранної цитаделі - яка була побудована у найвищій частині фортеці зі сторони острова Сфактирія під час венеційського завоювання. Вона укріплена сухим ровом зовні, шістьма п’ятигранними бастіонами. На її валах розташовувались майже шістдесят гармат. Її стіни також включають фортифікаційну огорожу, чотири циліндричні вежі та два великі бастіони, які розташовані з морської сторони і захищали вхід та порт.
західного бастіону, який називають "сьомим", побудований трохи раніше, ніж решта фортифікації, який в основному контролює вхід в бухту;
північного бастіону, який називається "Бастіон Джафар-паша" або "Санта-Маура" або "Санта-Марія", який в основному контролює порт Пілоса.
Південна стіна фортеці з'єднує цитадель із "Сьомим бастіоном". Південна частина фортеці була пошкоджена внаслідок детонації боєприпасів від бомбардувань у 1944 році.
Вхід до замку був з південно-східної сторони В ньому були отвори для розлиття на нападників розпеченої олії чи кип'яченої води. Всередині замку збереглися лише руїни будинків та громадських будівель. Також збереглися храм Преображення Господнього, будівля генерала Мезона, в якій сьогодні знаходиться Археологічний музей Пілоса.

### Храм Преображення Господнього
В центрі фортеці розташовується храм Преображення Господнього, який спочатку був збудований як османська мечеть (між 1573-1595 рр.). Пізніше, під час другого венеційського завоювання мечеть була перетворена на католицьку церкву, яка потім знову стала мечеттю, а потім вже   православною церквою.

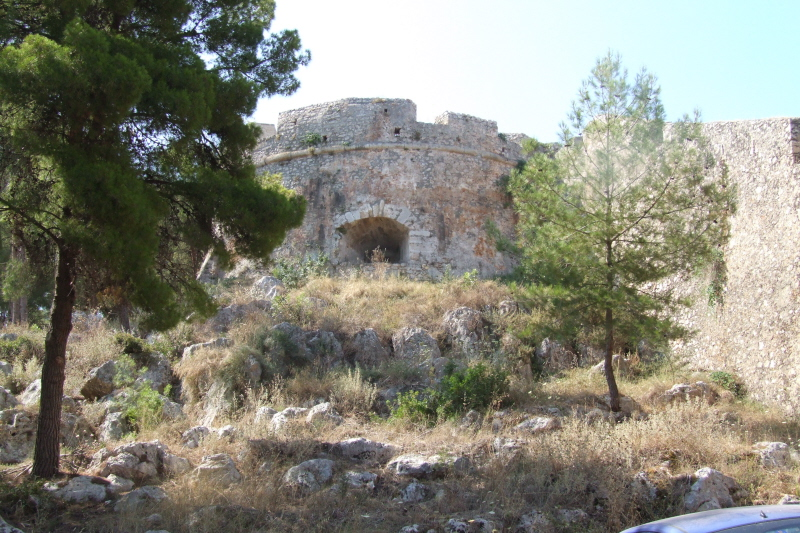
Один з бастіонів фортеці

### Будівля Мезона
Будівля Мезона була казармою французького експедиційного корпусу у період 1827-1830 років. Вона розташована ліворуч від входу фортеці, навпроти в'язниці і є кам'яною двоповерховою будівлею з двосхилим дахом та багатьма вікнами.

### Будівля Паші
Будівля Паші розташована у зовнішньому подвір’ї фортеці кам'яна споруда, датована XVII - XVIII століттями та названа на честь Ібрагіма-паші, який керував фортецею з 1816 по 1828 роки. Пізніше ця будівля використовувалася як в'язниця під час німецької та італійської окупації (1941-1944). У 1953 році, коли грецька поліція передала фортецю Археологічній службі, будівлю Паші було залишено, хоча більшість будівель всередині замку було знесено. Ефорат підводних старожитностей протягом декількох років використовував будівлю як склад, а в 2008 році в ньому розміщували столярні, фарбувальні та ковальські майстерні, які використовувались для відновлення фортеці.
Після реконструкції будівлі в 2010 році в ній з 2012 року розташовується музей Паші або Музей ефорату підводних старожитностей в експозиції якого є інформація про будівлю, розділ про Пелопоннес та його моря, мережу навігаційних маршрутів, а також відомості про підводні розкопки та збереження знайдених предметів, причини корабельних аварій в районі Пілоса та незаконні розкопки старожитностей на морському дні.
За словами глави Ефорату морських старожитностей Анжелікі Сімосі ідея відновлення фортеці належала Георгію Папатанасосопулосу, першому голові Ефорату морських старожитностей, який хотів створити центр морських досліджень. І хоча він не встиг зробити це, але без нього фортеця ніколи не була б відновлена.

### Акведук Пілоса
За османської влади  у XVI столітті був побудований акведук, задіяний для подачі води в Ніокастро. Він починався в районі розташування нинішнього села Палеонеро на південний схід від Ніокастро, звідки вода транспортувалася глиняним трубопроводом. Друга частина акведука, яка була побудована пізніше, транспортувала воду ровом з джерела "Κουμπέ", розташованого приблизно в 15 кілометрах на північний схід від замку (поблизу села Чандрінос) до місця "Камарес" поблизу міста. Потім через підземні водопроводи вода надходила до резервуарів в фортеці.
Наразі в фортеці проводяться культурні заходи.